# Семцихи
Семцихи (пол. Siemcichy) — село в Польщі, у гміні Лютоцин Журомінського повіту Мазовецького воєводства.
Населення — 197 осіб (2011).
У 1975-1998 роках село належало до Цехановського воєводства.

## Демографія
Демографічна структура станом на 31 березня 2011 року:
|          | Загалом | Допрацездатний вік | Працездатний вік | Постпрацездатний вік |
| -------- | ------- | ------------------ | ---------------- | -------------------- |
| Чоловіки | 95      | 26                 | 58               | 11                   |
| Жінки    | 102     | 23                 | 51               | 28                   |
| Разом    | 197     | 49                 | 109              | 39                   |